# Roberto Ferruzzi
Roberto Ferruzzi (né à Šibenik (actuellement en Croatie), le 16 décembre 1853 et mort à Venise, le 16 février 1934) est un peintre italien.

## Biographie
Roberto Ferruzzi naît de parents italiens à Šibenik, en Dalmatie, en 1853. À quatre ans, il déménage avec sa famille à Venise, où il commence ses études. Au décès de son père, un avocat réputé, il retourne en Dalmatie où il étudie les classiques et la peinture en autodidacte.
À l'âge de 14 ans, il déménage à Luvigliano, un hameau de Torreglia, où il crée ses œuvres les plus réputées, dont La Madonnina (La Petite Madone).
Il meurt le 16 février 1934 et est enterré dans le tombeau où repose aussi sa femme Ester Sorgato et sa fille Mariska dans le petit cimetière de Luvigliano.

### Postérité
Le nom de Roberto Ferruzzi est aussi porté par deux de ses descendants, son fils (surnommé Bobo), et le fils de ce dernier (surnommé Robi). Le premier est peintre de paysages lagunaires, le deuxième expert en beaux-arts et antiquaire.

## La Madonnina
La Madonnina est la peinture la plus connue de Ferruzzi. Avec cette peinture, Ferruzzi a remporté, en 1897, la deuxième Biennale de Venise : il voulait représenter la maternité. Face au succès remporté par cette œuvre, en raison de la forte expression de tendresse qu'elle dégage, le tableau, initialement appelé Maternité est rebaptisé Madonnina, mais il est aussi connu sous les noms de Madonna con bambino, Madonna del Riposo (Notre-Dame du Repos), delle Vie (des Rues), della Tenerezza (de la Tendresse), Madonnella, Zingarella (Petite Gitane).

## Galerie

Une autre version de La Madonnina.